# إميليو لارا
إميليو لارا هو رباع كوبي، ولد في 7 أكتوبر 1970.

## وصلات خارجية
- إميليو لارا على موقع مشروع نتائج رفع الأثقال الدولية (الإنجليزية)
- إميليو لارا على موقع IAT Database Weightlifting (الألمانية)
- إميليو لارا على موقع اللجنة الأولمبية الدولية (الإنجليزية)
- إميليو لارا على موقع أوليمبيديا (الإنجليزية)